# 川村康一
川村 康一（かわむら こういち、1964年2月22日 - ）は東京都練馬区出身のシンガーソングライター。

## 略歴
- 1982年、8人組ロックバンド「MOZANBEEK」結成
- 1983年、ロックバンド「HOO-CHII-KOO」結成
- 1984年、ソロ活動開始。「川村康一with Sunrise Party」として精力的にライブ活動を行う
- 1989年、BMGビクターよりデビュー。キティアーティスト所属
- 2019年、29年ぶりにオリジナル・アルバムを発売
- 2025年、徳間ジャパンより5thアルバムを発売

## ディスコグラフィー

### シングル
1. Good-Good-Good／薔薇を抱いた日々（1989年5月21日）R10A-113
2. ふたりのSnow Land／Winter Love～すべての星に願いをこめて～（1989年11月21日）R10A-121
3. FUNNY／SHIRLEY（1990年3月21日）R10A-124
4. 愛しのJULIUS／羽根のない孔雀（1990年11月21日）BVDR-24

### アルバム
1. HAVE A GOOD-TIME（1989年5月21日）
2. STEP on the“Cherry”WAVE（1990年3月21日）ハワイレコーディング（kalapanaが参加）
3. SUMMER BREEZE（2019年5月22日）デビュー30周年記念アルバム（濱田金吾、日野賢二、Mana Leone Hasegawa他参加）
4. MY PRIMARY COLORS（2021年5月26日）
5. MAGICAL POP TRACKS（2025年7月18日）[1]YZCW-2004

### 参加作品
- 坂井美唯子 - コーラス・編曲
- さとう珠緒 - コーラス・編曲
- 椎名へきる - コーラス・編曲
- 峠恵子 - 「恋はHave a nice day」（アルバム『Something Doing』収録）コーラス・編曲
- 洞口桃子 - コーラス・編曲
- 真弓倫子 - 「Stay....ずっとそばに」（アルバム『Sincerely Yours』収録） 楽曲提供